# إريك جي. بنغتسون
إريك جي. بنغتسون (بالسويدية: Erik Bengtsson)‏ هو قائد عسكري سويدي، ولد في 14 يوليو 1928.